# 20-та окрема конвойна бригада ВВ (СРСР)
20-та окрема конвойна Червонопрапорна бригада (20 ОКБр, в/ч 7454) — з'єднання Внутрішніх військ МВС СРСР, що існувало у 1920—1992 роках. Місце дислокації — м.Харків.
Після розпаду СРСР у 1992 році на базі бригади було сформовано 5-ту окрему конвойну бригаду НГУ (в/ч 3005).

## Історія
Історія бригади бере свій початок від конвойної варти НКВС, створена 11 березня 1920 року. Першим командиром був колишній офіцер царської армії, вершник, Георгіївський кавалер Євген Аксенов.
19 січня 1922 року конвойна команда була переформована в окремий конвойний полк, 14 серпня цього ж року полк отримав назву 1-й Харківський окремий конвойний полк й перейшов до складу корпусу конвойної сторожі УСРР.
20 квітня 1929 року постановою ЦК ВКПБ полку було вручено бойовий червоний прапор, а 11 березня оголошено полковим святом.
У 1934 році полк був проголошений ударним.
В листопаді 1939 року за видатні успіхи в бойовій та політичній підготовці полк було нагороджено перехідним Червоним прапором. Цих успіхів полк досяг під командуванням Володимира Шарапова, який пізніше очолив внутрішні війська, а в роки війни став начальником штабу діючої армії Збройних Сил.
26 листопада 1939 року розпочалась війна між СРСР та Фінляндією, а вже у січні 1940 року 2-й взвод кулеметної роти полку був відряджений до складу діючої армії для посилення Карельського прикордонного округу.
З перших днів німецько-радянської війни на полк було покладено виконання завдань з охорони тилу Південного фронту, боротьби з диверсійно-розвідувальними групами супротивника навколо міста Харкова, обороні м. Харкова.
У серпні 1942 року 500 офіцерів, солдатів та сержантів частини були направленні до складу 13-ї дивізії, якою командував генерал Родимцев і брали участь у Сталінградській битві. Діючи в складі снайперських команд, снайпери частини знищили сотні особового складу супротивника.
Після війни військовослужбовці частини крім виконання основних завдань брали участь у військових діях в Афганістані, при ліквідації наслідків аварії на Чорнобильській АЕС, підтриманні порядку в Нагірному Карабасі та багатьох миротворчих місіях:
- 1980 рік — частина виконувала завдання з охорони громадського порядку в Москві під час проведення Олімпійських ігор.
- 1988 рік — частина виконувала завдання з охорони громадського порядку в республіці Вірменія.
- 1989 рік — частина виконувала завдання з охорони громадського порядку та ліквідації наслідків землетрусу в м. Спітак.
- 1990 рік — частина виконувала завдання з охорони громадського порядку в Абхазії.

Наказом МВС СРСР №031 від 01 лютого 1989 року в Харкові із колишнього 474 конвойного полку ВВ МВС СРСР сформовано 20 окрему конвойну Червонопрапорну бригаду ВВ МВС СРСР (в/ч 7454).
Наказом командувача НГУ від 2 січня 1992 року на базі 20-ї окремої конвойної Червонопрапорної бригади Внутрішніх військ МВС СРСР сформовано 5-ту окрему конвойну бригаду (в/ч 3005).